# الجيش السنغافوري
الجيش السنغافوري هو فرع القوات المسلحة السنغافورية المكلف بالعمليات البرية وأكبر فروعها الثلاثة. وهو جيش مكون بالأساس من المجنّديين يتحول ذاتياً في حالة المتطلبات الوطنية أو الحرب، من وقت السلم إلى حالة الحرب من خلال تعبئة كل قوته القتالية المشتركة تقريباً عن طريق استدعاء جنود الاحتياط العسكريين الجاهزين للعمليات.

## التاريخ
شَكَلّ فوجان من المشاة نواة الجيش السنغافوري. والذين تأسسا قبل الاستقلال، تحسباً للحكم الذاتي بعد إنهاء الاستعمار البريطاني. تشكل أول فوج مشاة سنغافوري في 1957، تحت رعاية بريطانية. تبعه فوج المشاة السنغافوري الثاني في 1963. بعد اندماج محفوف بالمخاطر مع اتحاد الملايو والانفصال اللاحق في 1965، أسسّت سنغافورة المستقلة حديثاً جيشها رسمياً عن طريق تمرير قانون جيش سنغافورة في ديسمبر 1965.
في 1972، أقر البرلمان تشريعات أخرى (قانون القوات المسلحة السنغافورية) لإعادة تنظيم وتوحيد الأوامر والوظائف الإدارية المتباينة للقوات المسلحة.
احتفل الجيش بالذكرى الستين لتأسيسه في 2017.
عمليات الانتشار العسكري
- 1991 - حرب الخليج - انضمت سنغافورة إلى دول أخرى كجزء من التحالف الذي طرد القوات العراقية من الكويت.
- مايو 2007 - يونيو 2013، القوة الدولية لإرساء الأمن. نُشرّ ما يقرب من 500 فرد من ضمنهم جنود الجيش السنغافوري كجزء من مساهمات سنغافورة في جهود الاستقرار وإعادة الإعمار متعددة الجنسيات في أفغانستان.[7]
- 2014 إلى الوقت الحاضر، التدخل العسكري ضد داعش. تقديم الدعم اللوجستي لقوات التحالف في الحرب المستمرة على الإرهاب.[8]

## المهمة
تتمثل المهمة المعلنة للقوات المسلحة السنغافورية في ردع العدوان المسلح وتأمين نصر سريع وحاسم في حالة فشل الردع. الجيش مكلف أيضاً بإجراء عمليات وقت السلم لتعزيز المصالح الوطنية والسياسة الخارجية لسنغافورة. وهي تتراوح من عمليات الإغاثة في حالات الكوارث إلى حفظ السلام وإنقاذ الرهائن وحالات الطوارئ الأخرى.
ينظر الجيش إلى التكنولوجيا على أنها عامل مضاعف للقوة ووسيلة للحفاظ على القوة القتالية نظراً للقيود السكانية لسنغافورة. يُعد التعاون عبر الفروع الثلاثة للقوات المسلحة السنغافورية جزءاً لا يتجزأ من عقيدة الجيش القتالية. تشمل العمليات المشتركة التي تُجرى مع القوات البحرية والجوية عمليات الإنزال البرمائي وعمليات الإغاثة في حالات الكوارث الحرجة في أعقاب زلزال المحيط الهندي في 2004.
لدى الجيش منظومة من المجندين وسلك الضباط (من الضباط والصف) من ذوي الكفاءة الفنية والمتعلمين نسبياً، بما يعكس وضع السكان عموماً وقد سعى إلى الاستفادة من ذلك لتسهيل انتقاله إلى قوة قتالية مترابطة أكثر تطوراً.
يعد الاستعداد القتالي أحد الركائز الأساسية لسياسة الجيش، حيث تُجرى التدريبات العسكرية حتى مستوى الأقسام عدة مرات سنوياً، لمحاكاة عمليات الطيف الكامل، بما في ذلك الحرب الشاملة. تعتبر مناورات الفرق العسكرية عبارة عن مناورات أسلحة مشتركة بين القوات البرية والبحرية والجوية لجمهورية سنغافورة. نظراً لأن مساحة التدريب محدودة في سنغافورة - تجتاز نيران المدفعية الجزيرة بسرعة - تُجرى بعض التدريبات العسكرية في الخارج. يتدرب جنود الاحتياط دورياً في الخارج وتُقيّم وحداتهم بانتظام من حيث الجاهزية للقتال. يتدرب الجيش أيضاً ثنائياً مع بعض الدول المضيفة، كما يتكرر التبادل العسكري. يوصف التدريب بأنه «صعب وواقعي وآمن»، مع التركيز على معايير السلامة، نظراً لحساسية القتلى العسكريين في جيش يعتمد على المجنديين إلى حد كبير.
بعد الثورة في الشؤون العسكرية وبالتوازي مع تحديث أنظمة أسلحته، يصيغ الجيش تحوله إلى عقيدة قتالية مركزية الترابط والتي تدمج بشكل أفضل القوات الجوية والبحرية.

## الهيكل
| الجيش السنغافوري |
| \| \| \| \| المكونات \| \| \| التنظيم \| \| \| التاريخ والتقاليد \| \| \| تاريخ سنغافورة العسكري \| \| \| المعدات \| \| \| أسلحة الجيش السنغافوري \| \| \| الأفراد \| \| \| رتب القوات المسلحة السنغافورية \| \| |
| Flag of the Republic of Singapore |
| المكونات |
| التنظيم |
| التاريخ والتقاليد |
| تاريخ سنغافورة العسكري |
| المعدات |
| أسلحة الجيش السنغافوري |
| الأفراد |
| رتب القوات المسلحة السنغافورية |

يتولى رئيس أركان الجيش قيادة الجيش. في الماضي كان يرأس الجيش نائب رئيس هيئة الأركان العامة (الجيش). يساعده رئيس الأركان وهيئة الأركان العامة وقيادة التدريب والعقيدة العسكرية في الجيش. هناك ستة فروع لهيئة الأركان العامة وإدارة لشؤون الخدمة الوطنية التي تتعامل مع مسائل الخدمة الوطنية وهيئة مراقبة. تتعامل الفروع الستة مع القوى العاملة والاستخبارات والعمليات والدعم اللوجيستي والتخطيط والتدريب على التوالي. يرأس كل قسم مساعد رئيس لهيئة الأركان العامة. كما يقدم المشورة لرئيس الجيش، كبار ضباط الأركان المتخصصين من مختلف التشكيلات (المشاة والحرس والمدرعات والمغاوير والمدفعية والمهندسون العسكريون والصيانة والهندسة والنقل والإمداد وسلاح الإشارة).

### رئيس أركان الجيش
يشغل اللواء غوه سي هو منصب رئيس أركان الجيش بينما ترقى ملفن أونغ إلى قائد قوات الدفاع.
| سنوات الخدمة   | رئيس أركان الجيش | السلاح                |
| -------------- | ---------------- | --------------------- |
| 1990–1990      | بوي تاك هاب      | [بحاجة لمصدر]         |
| 1990–1992      | نغ جوي بينغ      | المدفعية              |
| 1992–1995      | ليم نيو تشيان    | المهندسون العسكريون   |
| 1995–1998      | هان إنغ خوان     | المدرعات[بحاجة لمصدر] |
| 1998–2000      | ليم تشوان بوه    | المشاة                |
| 2000–2003      | نغ يات تشونغ     | المدفعية              |
| 2003–2007      | ديزموند كويك     | المدرعات              |
| 2007–2010      | نيو كيان هونغ    | الحرس                 |
| 2010–2011      | تشان تشن سينغ    | المشاة                |
| 2011–2014      | رافيندر سينغ     | الإشارة               |
| 2014–2015      | بيري ليم         | الحرس                 |
| 2015–2018      | ملفن أونغ        | الحرس                 |
| 2018–إلى الحين | غوه سي هو        | المدفعية[بحاجة لمصدر] |

### الفروع القتالية
يتكون الجيش من سبعة فروع قتالية، ينحدر منها وحدات تنظيمية وغير تنظيمية:
- المدرعات[19]
- المدفعية[20]
- المهندسون العسكريون
- المغاوير
- الحرس
- المشاة
- الإشارة

وتعززها وحدات الدعم الخدمي القتالية التي تضم ما يلي:
- الاستخبارات العسكرية
- الخدمات الطبية
- الصيانة والدعم الهندسي
- التموين
- النقل
- قيادة العتاد بالقوات المسلحة السنغافورية
- قيادة الأفراد

### الوحدات التنظيمية وغير التنظيمية

#### فرق الأسلحة المشتركة
تعتبر فرق الأسلحة المشتركة المكونات التنظيمية الرئيسية للجيش والتي يوجد منها ثلاثة فرق نشطة: الفرقة الثالثة والسادسة والتاسعة. وهي تشمل كلا من الوحدات النشطة والاحتياطية الجاهزة عملياً وكلها تخضع لأوامر التعبئة في حالة الحرب.
تتكون الفرقة السنغافورية الثالثة (شعارها: «الأولى والأخيرة») من الوحدات التابعة التالية:
- المقر الرئيسي للفرقة السنغافورية الثالثة
- لواء المشاة السنغافوري الثالث
- لواء المشاة السنغافوري الخامس
- لواء المشاة السنغافوري الرابع والعشرون
- لواء المشاة السنغافوري الثلاثون
- اللواء السنغافوري الثامن المدرع
- المقر الرئيسي للفرقة المدفعية الثالثة
- قيادة دعم الفرقة الثالثة
- كتيبة المهندسين العسكريين السنغافورية الثلاثون
- الفرقة الثالثة من كتيبة مدفعية الدفاع الجوي
- كتيبة الإشارة الثالثة

بموجب مخطط الانتساب لفرقة - فيلق المجنديين الوطني، فإن المنطقة الغربية التابعة لفيلق المجنديين الوطني تتبع الفرقة الثالثة.
تتكون الفرقة السنغافورية السادس (شعارها «خفيفة وقاتلة») من الوحدات التابعة التالية:
- المقر الرئيسي للفرقة السنغافورية السادسة
- لواء المشاة السنغافوري الثاني
- لواء المشاة السنغافوري التاسع
- لواء المشاة السنغافوري السادس والسبعون
- اللواء السنغافوري المدرع الرابع والخمسون
- مقر الفرقة المدفعية السادسة
- قيادة دعم الفرقة السادسة
- كتيبة المهندسين العسكريين السنغافورية الحادية والثلاثون
- الفرقة السادسة من كتيبة مدفعية الدفاع الجوي
- كتيبة الإشارة السادسة

بموجب مخطط الانتساب لفرقة - فيلق المجنديين الوطني، فإن المنطقة المركزية التابعة لفيلق المجنديين الوطني تتبع الفرقة السادسة.
تتكون الفرقة التاسعة/مشاة (شعارها: «المضي قدماً») من الوحدات التابعة التالية:
تنظيمها:
- المقر الرئيسي للفرقة السنغافورية التاسعة
- لواء المشاة السنغافوري العاشر
- لواء المشاة السنغافوري الثاني عشر
- اللواء السنغافوري المدرع السادس والخمسون
- المقر الرئيسي للفرقة المدفعية التاسعة
- قيادة دعم الفرقة التاسعة
- كتيبة المهندسين العسكريين السنغافورية الثانية والثلاثون
- الفرقة التاسعة من كتيبة مدفعية الدفاع الجوي
- كتيبة الإشارة التاسعة

بموجب مخطط الانتساب لفرقة - فيلق المجنديين الوطني، فإن المنطقة الشرقية التابعة لفيلق المجنديين الوطني تتبع الفرقة التاسعة.

#### فرق الخدمة الوطنية الاحتياطية لوزارة الدفاع

##### قوة الدفاع الشعبي 2
تعتبر قوة الدفاع الشعبي 2 المسؤولة عن الأمن الداخلي، بما في ذلك أمن المنشآت المدنية الرئيسية والبنية التحتية. ومسؤولة أيضاً عن تنسيق وإعارة الموارد العسكرية للهيئات المدنية في حالة الطوارئ المدنية.
تنظيمها:
- المقر الرئيسي لقوة الدفاع الشعبي 2
- مقر لواء المشاة السنغافوري الحادي والعشرون
- مقر لواء المشاة السنغافوري الثاني والعشرون
- مقر لواء المشاة السنغافوري السادس والعشرون
- مقر لواء المشاة السنغافوري السابع والعشرون
- مقر لواء المشاة السنغافوري التاسع والعشرون
- مقر لواء المشاة السنغافوري الثاني والثلاثون
- الاستخبارات الخاصة والخدمات العامة التابعة لقوة الدفاع الشعبي
- كتيبة المهندسين العسكريين السنغافورية 326
- معهد التدريب على حماية الجزيرة

##### احتياطي الجيش التشغيلي
- الفرقة 21[24]
- الفرقة 25[24]

#### الوحدات غير التنظيمية، بعضها ملحق بهيئة الأركان العامة
- مقر استخبارات الجيش
  - كتيبة الاستخبارات العسكرية (الكتيبة الأولى)
- مقر سلاح الإشارة
- مقر المغاوير
  - كتيبة المغاوير (الكتيبة الأولى)
  - فرقة عمل العمليات الخاصة - فرقة عمل مشتركة تتكون من أعضاء من وحدة الغوص البحري والمغاوير وقوة العمليات الخاصة
- قوة انتشار الجيش - وحدة عادية فقط ذات جاهزية عالية تزود الجيش بقدرات متخصصة لمجموعة كاملة من العمليات. بما في ذلك على سبيل المثال لا الحصر، دعم فرقة عمل العمليات الخاصة وعمليات الطوارئ في أوقات السلم وعمليات دعم السلام ومهمات المساعدة الإنسانية والإغاثة في حالات الكوارث.
- سرية المهاجمين - التابعة لقيادة التدريب والعقيدة العسكرية في الجيش/قيادة اختبار وتقييم الجيش، هذه المفرزة بحجم السرية تنظم نفسها وفقاً لقوات العدو المفترضة في المعركة وتعمل بمثابة قوات الخصم في تقييمات التدريب. وتمثل قوة الخصم «باللون الأحمر» في تقييمات قيادة اختبار وتقييم الجيش.
- معهد الطب العسكري
- قيادة قوة الوقاية الطبية[25]
  - مركز الدفاع البيولوجي - وحدة علم الأوبئة بحجم سرية
  - قوة الاستجابة الطبية - وحدة حربية مضادة للكيماويات والبيولوجية بحجم كتيبة، مزودة بمسعفين قتاليين.
- مقر المدرعات
- اللواء السنغافوري الرابع المدرع (من المحتمل أن يكون جزءاً من فرقة مدرعة غير معروفة)
- الفوج السنغافوري المدرع الثامن والأربعون - كتيبة دبابات قتال رئيسية (يُشغل ليوبارد 2 إس جي)
- مجموعة المهندسين القتاليين بالجيش
- مقر مجموعة الدفاع عن المواد الكيميائية والبيولوجية والإشعاعية والمتفجرات

## معرض الصور

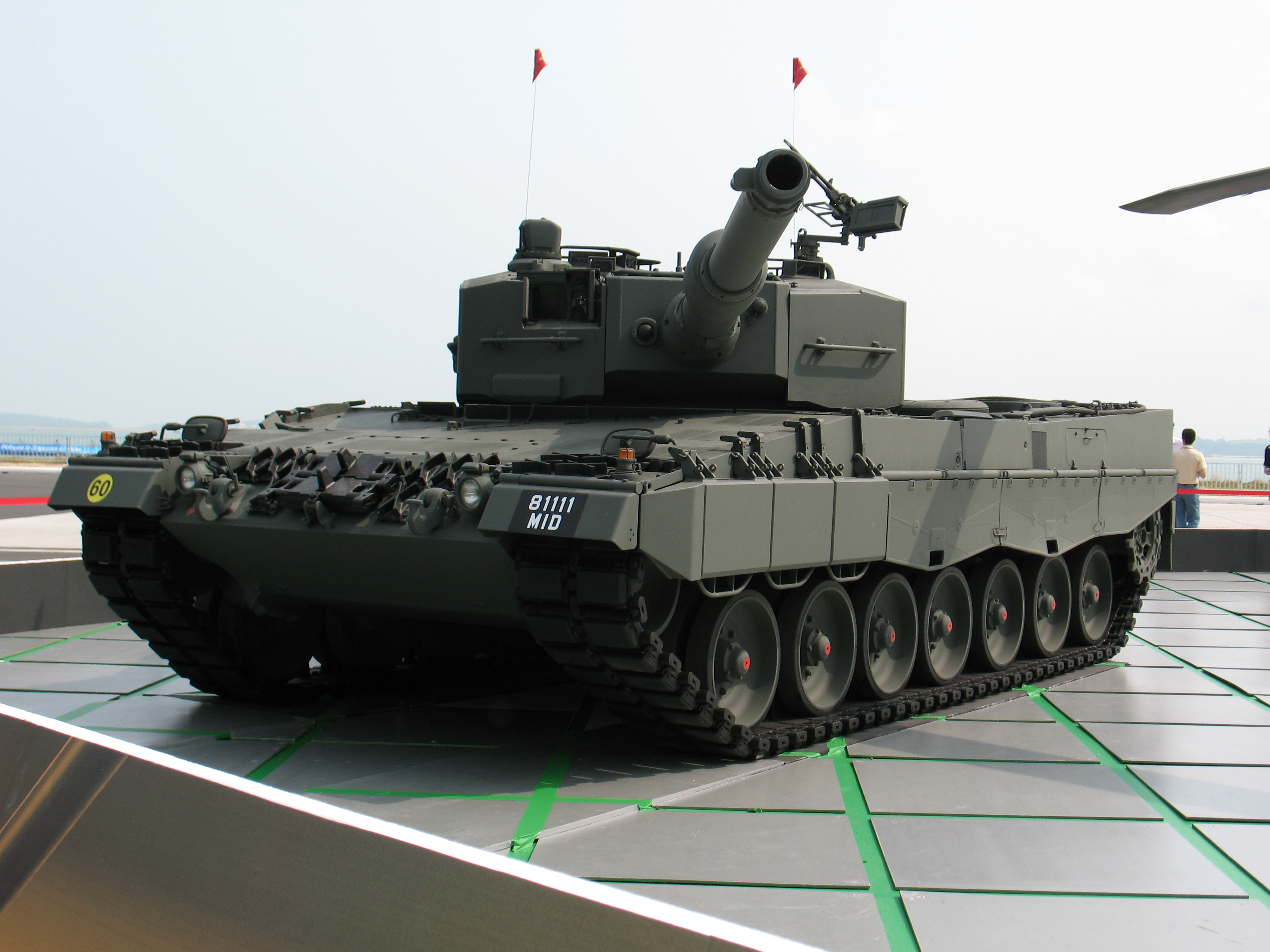
دبابة ليوبارد 2 إيه 4 تابعة للجيش السنغافوري في معرض سنغافورة للطيران 2008.
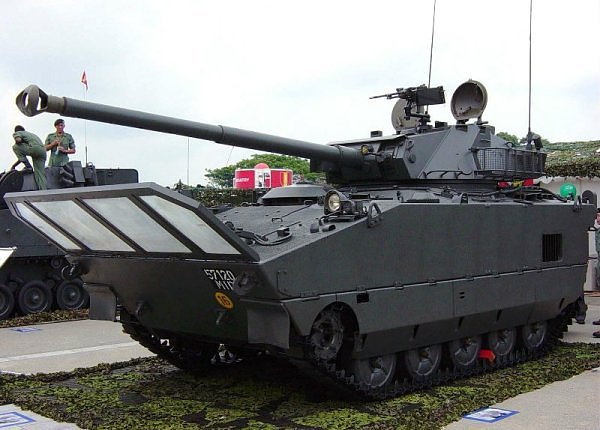
إيه إم إكس-10 بي إيه سي بمدفع رئيسي عيار 90 ملم
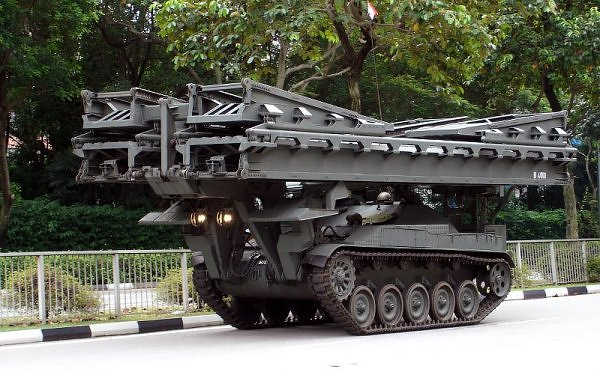
دبابة تجسير إس إم-1
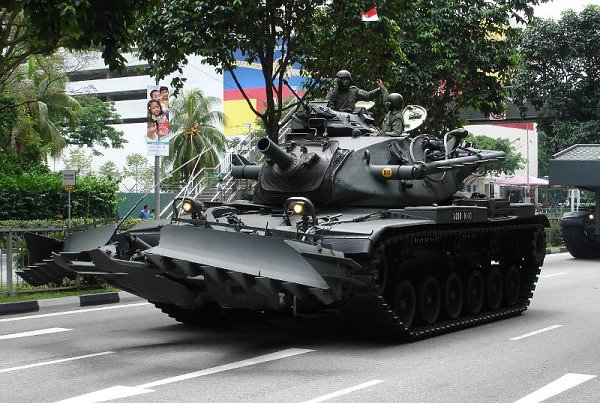
إم 728 مركبة هندسية قتالية
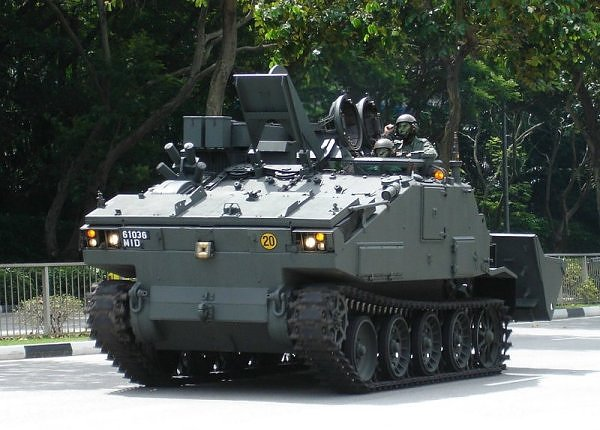
إف في 180 جرار هندسي قتالي
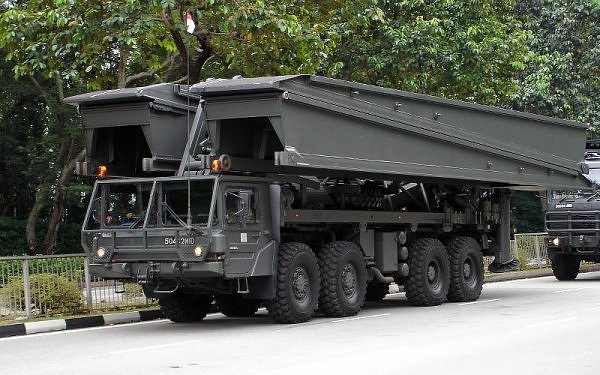
مركبة كوبري تجسير
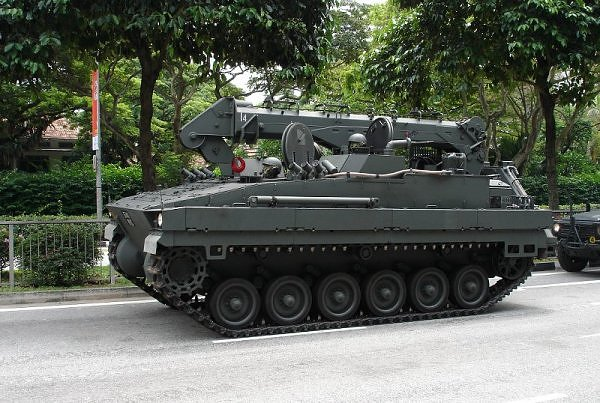
مركبة إنقاذ مصفحة من طراز بيونكس
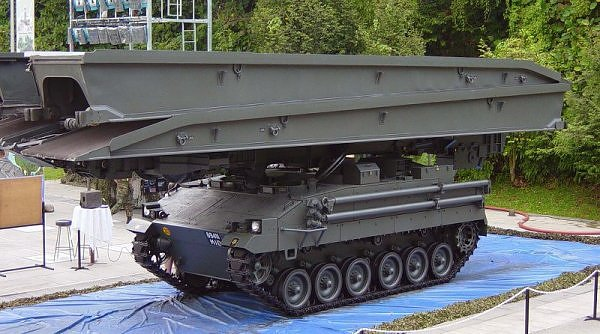
دبابة تجسير طراز بيونكس
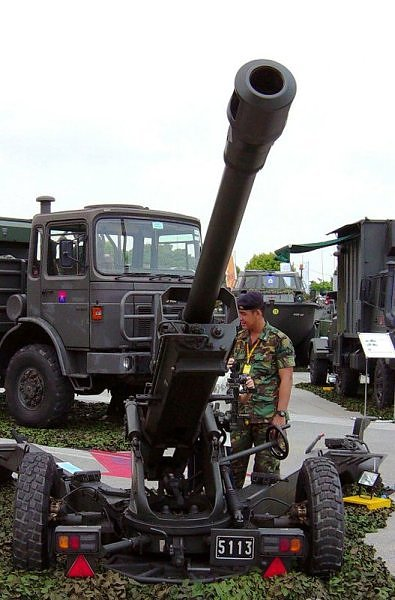
مدفع هاوتزر غيات إل جي-1 عيار 105 ملم في فعاليات الجيش السنغافوري
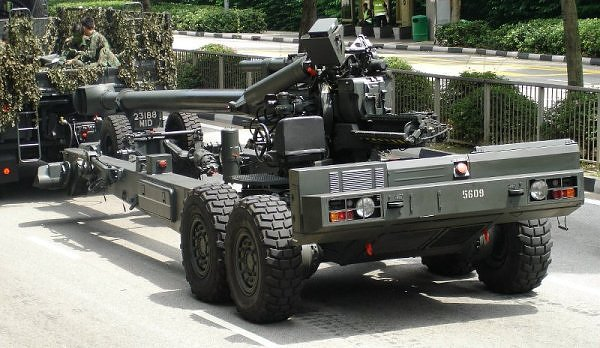
إف إتش 2000 في وضع السحب
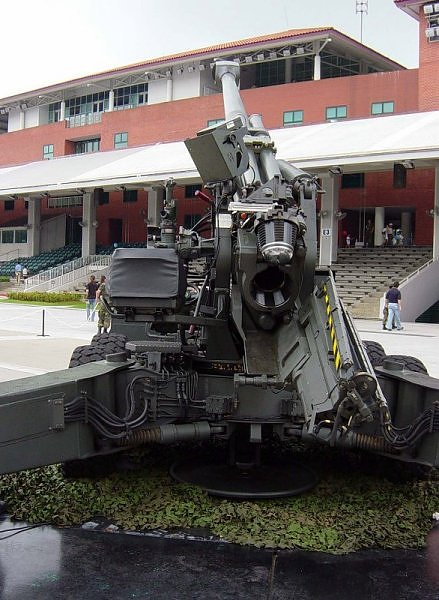
مؤخرة مدفع إف إتش 2000 كما ترى في وضع التلقيم
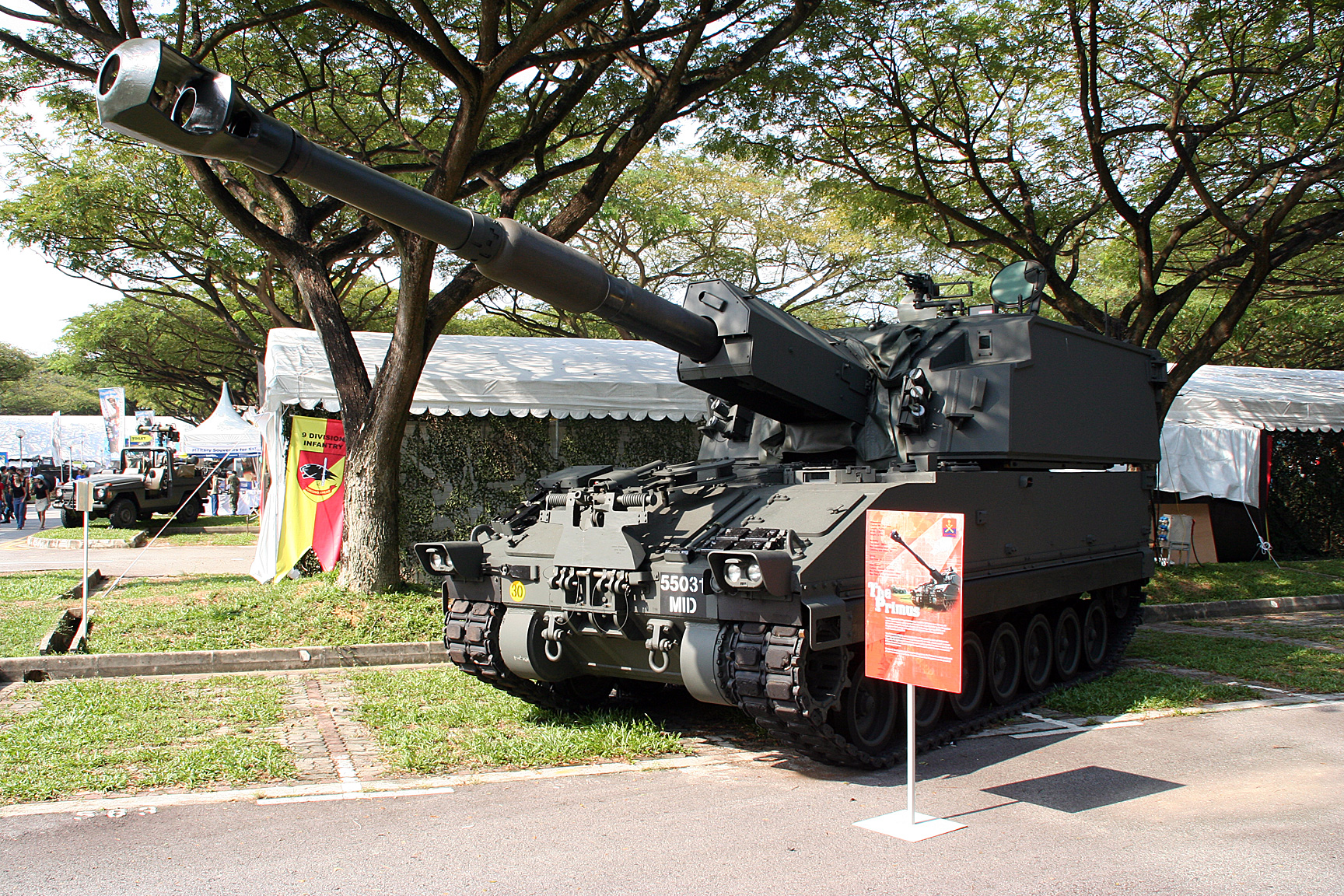
مدفع هاوتزر سنغافوري ذاتي الدفع 1 عيار 155 ملم/39 ملم
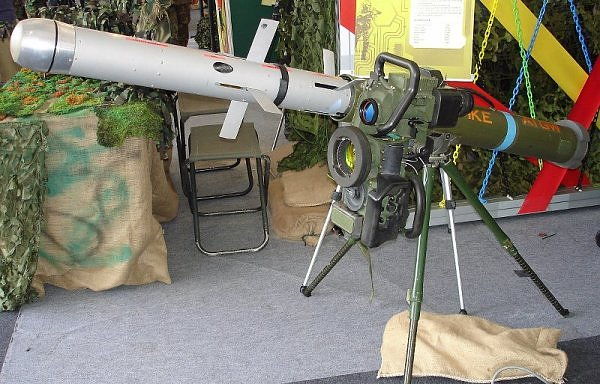
صاروخ موجه مضاد للدروع طراز سبايك كاملاً مع نموذج لقذيفة بالحجم الطبيعي
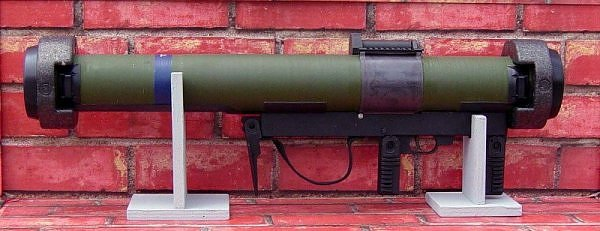
الماتادور (صاروخ محمول موجه للدروع والأبواب)
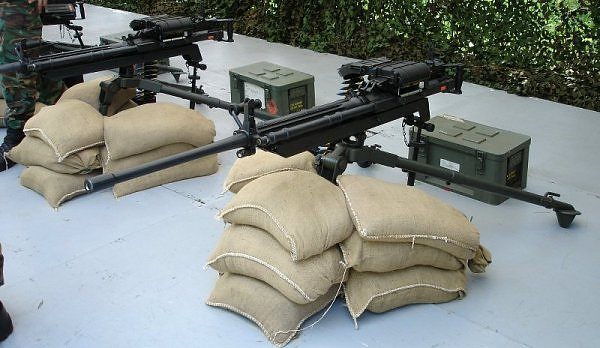
المدفع الرشاش الثقيل الجديد من طراز سي آي إس-50 عيار 12.7 ملم